# گالابووو
گالابووو شهری در استارا زاگورا کشور بلغارستان است که جمعیت آن در سال ۲۰۰۱ میلادی ۹٬۱۶۶ نفر بوده‌است.